# ゲルト・ザイフェルト

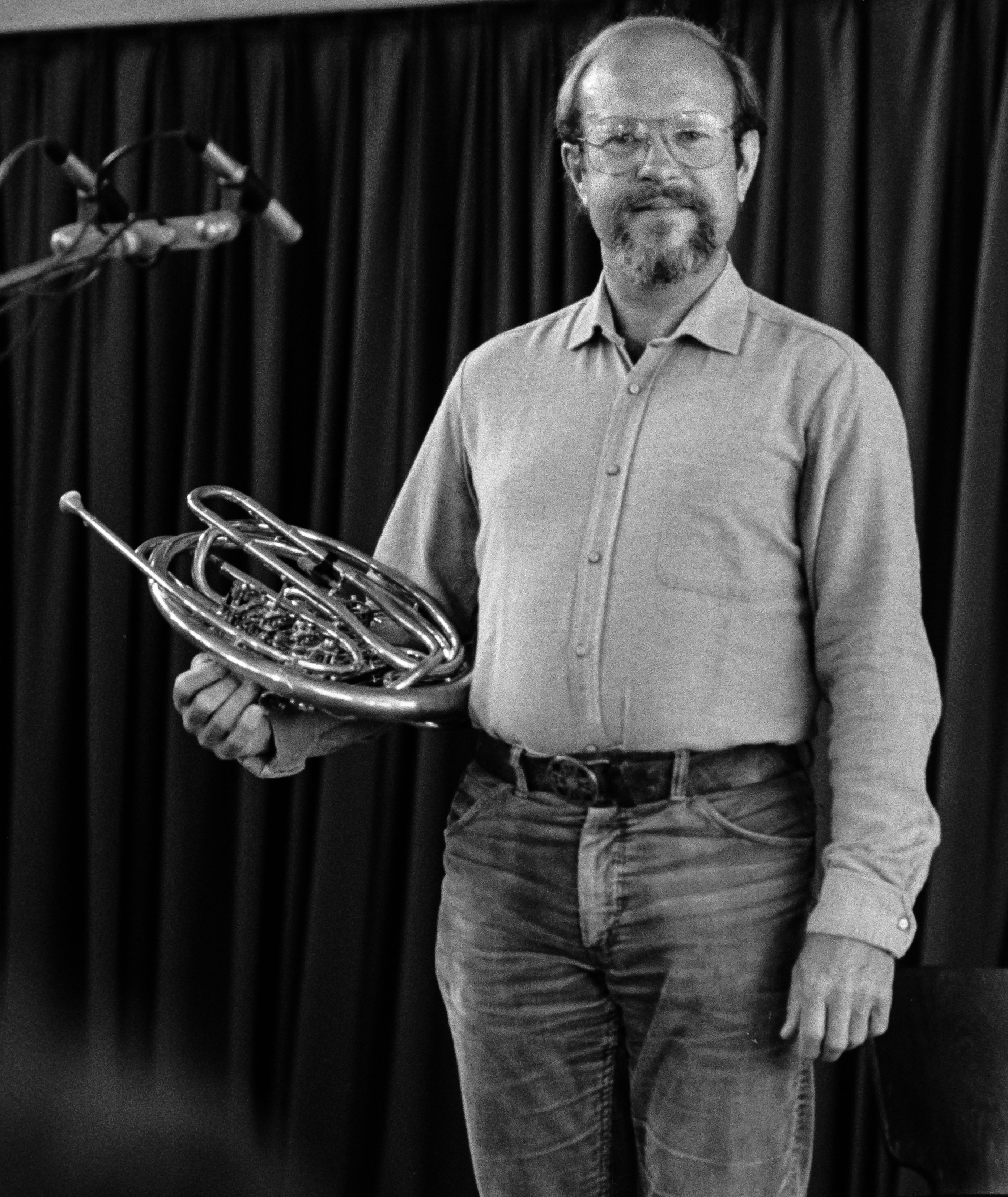
ゲルト・ザイフェルト（1980年）

ゲルト・ザイフェルト（Gerd Seifert, 1931年10月17日 - 2019年2月28日）は、ドイツのホルン奏者。
ハンブルクの生まれ。当時ハンブルク・フィルハーモニー管弦楽団で首席ホルン奏者を務めていたアルベルト・デッシャーの薫陶を受ける。1946年から地元の歌劇場のホルン奏者を務め、1948年からデュッセルドルフ・フィルハーモニー管弦楽団に加わり、1964年まで首席奏者を務めた。1956年にはミュンヘン国際音楽コンクールのホルン部門で優勝を果たし、1961年よりバイロイト祝祭管弦楽団（毎年夏のバイロイト音楽祭でのオペラ上演のために編成される非常設のオーケストラ）にも加わった。1964年から1996年までベルリン・フィルハーモニー管弦楽団の首席奏者を務め、1970年から2003年までベルリン芸術大学とベルリン・フィルハーモニー管弦楽団附属のアカデミーで教鞭をとった。引退後、2005年から2006年まではスペイン・バルセロナのリセウ大劇場でのソロ活動や、シンガポール交響楽団での名誉ソロ奏者として活動した。
2019年2月28日、ベルリンにて死去。87歳没。

## 註
1. ↑  tower.jp
2. 1 2  “Hornist Gerd Seifert verstorben” (ドイツ語). pizzicato.lu. (2019年3月4日) 2019年3月5日閲覧。